# Copa de la Reina de Balonmano
Copa de la Reina bzw. Copa de S. M. la Reina (deutsch etwa: Pokal Ihrer Majestät die Königin) ist der Name eines spanischen Pokalwettbewerbs im Frauen-Handball. Veranstaltet wird der Wettbewerb von der Real Federación Española de Balonmano.

## Geschichte
Die Copa de la Reina wurde erstmals in der Spielzeit 1979/1980 ausgetragen; der entsprechende Wettbewerb im Männerhandball, die Copa del Rey, wurde schon seit 1951 ausgespielt. Das erste Team, das den Wettbewerb gewann, war Esportiu Castelldefels. Mit 20 Pokalsiegen ist der El Osito L'Eliana (unter verschiedenen Namen) Rekordpokalsieger.
Der Sieger des Pokalwettbewerbs tritt in der Supercopa Ibérica an. Bis 2022 gab es ein Spiel in der Supercopa de España gegen den Sieger der División de Honor, der spanischen Meisterschaft.
| Jahr        | Ort                        | Sieger                         | Finalspiele | Anmerkung                                       |
| ----------- | -------------------------- | ------------------------------ | --- | ----------------------------------------------- |
| 2024        | Donostia                   |                                | |                                                 |
| 2025        | Granollers                 | Super Amara Bera Bera          | Viertelfinale: KH-7 BM Gronollers vs. Balonmano Morvedre 32:27, Replasa Beti-Onak vs. Mecalia Atlético Guardés 26:22, Elda Prestigio vs. Conservas Orbe Zendal Porriño 25:27, Super Amara Bera Bera vs. Rocasa Gran Canaria 20:18 Halbfinale: KH-7 BM Gronollers vs. Replasa Beti-Onak 19:20, Conservas Orbe Zendal Porriño vs. Super Amara Bera Bera 24:26 Finale: Replasa Beti-Onak vs. Super Amara Bera Bera 21:30 Austragung: 14. bis 16. März 2025, Palau d´Esports in Granollers                                                | 9. Titel für Bera Bera, dabei 3. Titel in Folge |
| 2024        | Donostia                   | Super Amara Bera Bera          | Viertelfinale: KH-7 BM Gronollers vs. Elda Prestigio 31:27, Conservas Orbe Rubensa BM Porriño vs. Caja Rural Aula Valladolid 24:26, atticgo Balonmano Elche vs. Costa del Sol Málaga 33:34, Super Amara Bera Bera vs. Mecalia Atlético Guardés 35:24 Halbfinale: KH-7 BM Gronollers vs. Caja Rural Aula Valladolid 33:41, Super Amara Bera Bera vs, Costa del Sol Málaga 30:25 Finale: Super Amara Bera Bera vs. Caja Rural Aula Valladolid 32:24 Austragung der Finalspiele: 10.–12. Mai 2024, Donostia Arena in Donostia            | 8. Titel für Bera Bera                          |
| 2023        | Málaga                     | Super Amara Bera Bera          | Viertelfinale: Super Amara Bera Bera vs. atticgo Balonmano Elche 36:24, motive.co Gijón vs. Mecalia Atlético Guardés 20:27, KH-7 BM Gronollers vs. Grafometal La Rioja 24:23, Costa del Sol Málaga vs. Rocasa Gran Canaria 34:32 Halbfinale: Super Amara Bera Bera vs. Mecalia Atlético Guardés 25:23, KH-7 BM Gronollers vs. Costa del Sol Málaga 27:20 Finale: Super Amara Bera Bera vs. KH-7 BM Gronollers 31:25 Austragung der Finalspiele: 21.–23. April 2023, Palacio de Deportes Martín Carpena in Málaga                      | 7. Titel für Bera Bera                          |
| 2022        | Donostia                   | Málaga Costa del Sol           | Viertelfinale: Super Amara Bera Bera vs. Caja Rural Aula Valladolid 37:24, KH-7 BM Gronollers vs. Mecalia Atlético Guardés 26:31, Rocasa Gran Canaria vs. Costa del Sol Málaga 23:26, atticgo Balonmano Elche vs. Unicaja Banco Gijon 26:19 Halbfinale: Super Amara Bera Bera vs. Mecalia Atlético Guardés 20:24, Costa del Sol Málaga vs. atticgo Balonmano Elche 32:24 Finale: Mecalia Atlético Guardés vs. Málaga Costa del Sol 26:33 Austragung der Finalspiele: 29. April bis 1. Mai 2022, Donostia Arena de Illumbe in Donostia | 2. Titel für Málaga                             |
| 2021        | Telde                      | visit Elche.com                | Viertelfinale: Rincón Fertilidad Málaga vs. Super Amara Bera Bera 28:31, visit Elche.com vs. KH-7 BM Gronollers 22:19, Atlético Guardés vs. Liberbank Gijón 30:24, Rocasa Gran Canaria vs. Aula Alimentos de Valladolid 15:18 Halbfinale: Super Amara Bera Bera vs. visit Elche.com 26:28, Atlético Guardés vs. Aula Alimentos de Valladolid 28:32 Finale: visit Elche.com vs. Aula Alimentos de Valladolid 32:26 Austragung der Finalspiele: 21.–23. Mai 2021, Pabellón Insular Rita Hernández in Las Palmas                         | 1. Titel für Elche                              |
| 2020        | Alhaurín de la Torre       | Rincón Fertilidad Málaga       | Viertelfinale: Super Amara Bera Bera vs, Balonmano Elche 24:28, Aula Alimentos de Valladolid vs. Atlético Guardés 34:31, Liberbank Gijón vs. KH-7 BM Gronollers 26:20, Rincón Fertilidad Málaga vs. Rocasa Gran Canaria 23:18 Halbfinale: visit Elche.com vs. Aula Alimentos de Valladolid 24:17, Liberbank Gijón vs. Rincón Fertilidad Málaga 27:29 Finale: Rincón Fertilidad Málaga vs. visit Elche.com 24:20 Austragung der Finalspiele: 3.–6. September 2020 in Polideportivo municipal El Limón in Alhaurín de la Torre          | 1. Titel für Málaga                             |
| 2019 Bilder | Baracaldo                  | Balonmano Bera Bera            | Viertelfinale: Hotel Gran Bilbao-Prosetecnisa Zuazo vs. Elche Mustang 21:24, KH-7 BM Gronollers vs. Aula Alimentos de Valladolid 21:25, Super Amara Bera Bera vs. Rocasa Gran Canaria 25:23, BMC Liberbank Gijón vs. Rincón Fertilidad Málaga 23:22 Halbfinale: Elche Mustang vs. Aula Alimentos de Valladolid 28:29, Super Amara Bera Bera vs. BMC Liberbank Gijón 23:16 Finale: Aula Alimentos de Valladolid vs. Balonmano Bera Bera 17:30 Austragung der Finalspiele: 26.–28. April 2019, Polideportivo Lasesarre in Baracaldo     | 6. Titel für Bera Bera                          |
| 2018        | Málaga                     | Mavi N.Tecnologías Gijón       | Finale: Mavi N.Tecnologías Gijón vs. Balonmano Bera Bera 20:17 | 1. Titel für Gijón                              |
| 2017 Bilder | O Porriño                  | Rocasa Gran Canaria ACE        | Finale: Rocasa Gran Canaria ACE vs. Balonmano Bera Bera 27:26 | 2. Titel für Telde                              |
| 2016 Bilder | O Porriño                  | Balonmano Bera Bera            | Finale: Balonmano Bera Bera vs. Balonmano Zuazo 33:17 | 5. Titel für Bera Bera                          |
| 2015        | Castellón de la Plana      | Rocasa Gran Canaria ACE        | Finale: Rocasa Gran Canaria ACE vs. Balonmano Bera Bera 20:19 | 1. Titel für Telde                              |
| 2014        | Alcobendas                 | Balonmano Bera Bera            | Finale: Balonmano Bera Bera vs. Rocasa Gran Canaria ACE 26:21 | 4. Titel für Bera Bera                          |
| 2013        | O Porriño                  | Balonmano Bera Bera            | Finale: Balonmano Bera Bera vs. Rocasa Gran Canaria ACE 25:24 | 3. Titel für Bera Bera                          |
| 2012        | Altea                      | Sociedad Deportiva Itxako      | Finale: Sociedad Deportiva Itxako vs. Balonmano Bera Bera 35:26 | 3. Titel für Estella                            |
| 2011        | Telde                      | Sociedad Deportiva Itxako      | Finale: Sociedad Deportiva Itxako vs. Elda Prestigio 29:21 | 2. Titel für Estella                            |
| 2010        | León                       | Sociedad Deportiva Itxako      | Finale: Sociedad Deportiva Itxako vs. Mar Alicante 35:29 | 1. Titel für Estella                            |
| 2009        | Monòver                    | Balonmano Bera Bera            | Finale: Balonmano Bera Bera vs. Prosolia Gaviota Elda Prestigio 25:19 | 2. Titel für Bera Bera                          |
| 2008        | Lizarra                    | Balonmano Mar Sagunto          | Finale: Balonmano Mar Sagunto vs. Akaba Bera Bera 33:27 | 20. Titel für Sagunt                            |
| 2007        | La Eliana                  | Balonmano Bera Bera            | Finale: Balonmano Bera Bera vs. Cementos La Unión Ribarroja 25:22 | 1. Titel für Bera Bera                          |
| 2006        | León                       | Cementos La Unión Ribarroja    | Finale: Cementos La Unión Ribarroja vs. Akaba Bera Bera 27:26 | 5. Titel für Mislata/Riba-roja de Túria         |
| 2005        | Vícar                      | Orsan Elda Prestigio           | Finale: Orsan Elda Prestigio vs. Astroc Sagunto 27:26 | 2. Titel für Elda                               |
| 2004        | Elda                       | Ferrobús Mislata               | Finale: Ferrobús Mislata vs. Mar Valencia-El Osito L'Eliana 32:30 | 4. Titel für Mislata/Riba-roja de Túria         |
| 2003        | La Eliana                  | Ferrobús Mislata               | Finale: Ferrobús Mislata vs. Mar Valencia-El Osito L'Eliana 25:22 | 3. Titel für Mislata/Riba-roja de Túria         |
| 2002        | Telde                      | Alsa Elda Prestigio            | Finale: Alsa Elda Prestigio vs. Ferrobús Mislata 33:31 | 1. Titel für Elda                               |
| 2001        | La Eliana                  | Ferrobús Mislata               | Finale: Ferrobús Mislata vs. Mar Valencia-El Osito L'Eliana 21:20 | 2. Titel für Mislata/Riba-roja de Túria         |
| 2000        | Almería                    | Mar Valencia-Milar L'Eliana    | Finale: Mar Valencia-Milar L'Eliana vs. Ferrobús Mislata 30:25 | 19. Titel für Sagunt                            |
| 1999        | La Eliana                  | Mar Valencia-Milar L'Eliana    | Finale: Mar Valencia-Milar L'Eliana vs. Alsa Elda Prestigio 34:22 | 18. Titel für Sagunt                            |
| 1998        | La Eliana                  | Mar Valencia-El Osito L'Eliana | Finale: Mar Valencia-El Osito L'Eliana vs. Ferrobús Mislata 28:20 | 17. Titel für Sagunt                            |
| 1997        | Elda                       | Mar Valencia-El Osito L'Eliana | Finale: Mar Valencia-El Osito L'Eliana vs. Corte Blanco-Bidebieta 33:21 | 16. Titel für Sagunt                            |
| 1996        | Donostia                   | Mar Valencia-El Osito L'Eliana | Finale: Mar Valencia-El Osito L'Eliana vs. Corte Blanco-Bidebieta 28:23 | 15. Titel für Sagunt                            |
| 1995        | Leganés                    | Mar Valencia-El Osito L'Eliana | Finale: Mar Valencia-El Osito L'Eliana vs. CM Leganés 26:25 | 14. Titel für Sagunt                            |
| 1994        | Leganés                    | Íber Valencia                  | Finale: Íber Valencia vs. CM Leganés 32:22 | 13. Titel für Sagunt                            |
| 1993        | Pinto                      | Íber Valencia                  | Finale: Íber Valencia vs. Corte Blanco-Bidebieta 29:21 | 12. Titel für Sagunt                            |
| 1992        | Riba-roja de Túria         | Íber Valencia                  | Finale: Íber Valencia vs. Constructora Estellés 24:23 | 11. Titel für Sagunt                            |
| 1991        | Las Palmas de Gran Canaria | Íber Valencia                  | Finale: Íber Valencia vs. EMT Pegaso 20:19 | 10. Titel für Sagunt                            |
| 1990        | Getafe                     | Constructora Estellés          | Finale: Constructora Estellés vs. CB Universidad de Valladolid 21:17 | 1. Titel für Mislata/Riba-roja de Túria         |
| 1989        | Valencia                   | Íber Valencia                  | Finale: Íber Valencia vs. At. Mades Seguros 28:15 | 9. Titel für Sagunt                             |
| 1988        | Las Rozas de Madrid        | Íber Valencia                  | Finale: Íber Valencia vs. CM Leganés 19:18 | 8. Titel für Sagunt                             |
| 1987        | Castelldefels              | Íber Valencia                  | Finale: Íber Valencia vs. Mades Seguros 17:16 | 7. Titel für Sagunt                             |
| 1986        | Hernani                    | Íber Valencia                  | Finale: Íber Valencia vs. Mades Seguros 16:15 | 6. Titel für Sagunt                             |
| 1985        | Valencia                   | Íber Valencia                  | Finale: Íber Valencia vs. Mades Seguros 24:09 | 5. Titel für Sagunt                             |
| 1984        | Toledo                     | Íber Valencia                  | Finale: Íber Valencia vs. CB Hernani 23:13 | 4. Titel für Sagunt                             |
| 1983        | Leganés                    | Íber Valencia                  | Finale: Íber Valencia vs. GM Leganés 21:16 | 3. Titel für Sagunt                             |
| 1982        | Castellón de la Plana      | Íber Valencia                  | Finale: Íber Valencia vs. BM Zaragoza 25:13 | 2. Titel für Sagunt                             |
| 1981        | Úbeda                      | Íber Valencia                  | Finale: Íber Valencia vs. ACD Ayete 22:10 | 1. Titel für Sagunt                             |
| 1980        | Huelva                     | Esportiu Castelldefels         | Finale: Esportiu Castelldefels vs. Íber Valencia 15:11 | 1. Titel für Castelldefels                      |